# Carlos Spadaro
Carlos Spadaro (5 de fevereiro de 1902 - 15 de novembro de 1985) foi um futebolista argentino que foi vice-campeão, pela seleção de seu país, da Copa do Mundo de 1930, realizada no Uruguai.